# انجذاب نخري
يمثل الانجذاب النخري  نوعًا خاصًا من الانجذاب الكيميائي الذي يحدث عندما تنطلق جزيئات الجاذب الكيميائي من الخلايا النخريَّة أو الخلايا المستميتة. وقد أثبتت الأبحاث المعنية بالانجِذاب النخرِي أن القدرة على الشعور بالأجسام التي تنطلق من الخلايا الميتة موجودة في الطبقة أحادية الخلية (على سبيل المثال البراميسيوم) بالإضافة إلى الفقاريات (انظر تفاعلات كريَّات الدم البيضاء مع الخلايا الميتة في الجثث). ويُعد تركيب المواد المُحرضة على الانجذاب النخري أمرًا معقدًا نوعًا ما، ولا يزال بعضها غامضًا. وعلى الرغم من ذلك, وبناءً على الخاصية الكيميائية للجزيئات المُنطلقة، يستطيع الانجذاب النخري جمع الخلايا أو تثبيطها, وهذا يؤكد على الأهمية الفيزيولوجية المرضية لتلك الظاهرة.
كما تبحث التجارب النموذجية للانجذاب النخري عن طريقة خاصة للقضاء على هذه الخلايا المُستهدفة. واستُخدمت أشعة الليزر كثيرًا من أجل هذا الغرض. علاوةً على ذلك, توجد عدة نماذج رياضية متاحة لوصف الخواص الحركية الخاصة للاستجابة المُهاجرة للخلايا.